# Borstan
Borstan (finska: Porsta) är en ö i Finland.   Den ligger i kommunen Helsingfors i den ekonomiska regionen  Helsingfors  och landskapet Nyland, i den södra delen av landet, 5 km väster om huvudstaden Helsingfors.